# 후딘
후딘은 포켓몬스터에 등장하는 가공의 캐릭터(몬스터)이다.

## 해설
강한 염동력이 나오기 때문에 옆에 있으면 두통이 생긴다. 지능지수는 거의 5000. 뇌세포는 죽을 때까지 계속 늘어난다. 늙은 후딘일수록 머리가 크다.
슈퍼컴퓨터보다도 계산이 빠르다.

## 메가후딘
후딘이 메가진화한 포켓몬이다.

### 해설
메가진화의 힘에 의해 그 힘의 모든 것이 사이코 파워로 바뀌어 근육의 힘조차 잃어버렸다. 보기만 해도 상대가 태어나서 죽을 때까지의 사건을 알 수 있다.

## 윤겔라
후딘의 진화 전 포켓몬이다.

### 해설
에스퍼 소년이 자신의 사이코 파워를 억누르지 못하고 변신했다는 설도 있다. 윤겔라가 있으면 TV 등의 화면에 으스스한 그림자가 비친다.

## 애니메이션
포켓몬스터 무인편에서 체육관 관장의 에이스 포켓몬으로 나온다.